# Janusz Wąsowicz
Jan Henryk Wąsowicz (ur. 19 lutego 1935 w Kiwercach) – polski muzealnik, historyk sztuki i marszand. W latach 1970–1974 dyrektor Muzeum Narodowego w Gdańsku.

## Życiorys
Urodził się i wychował na Wołyniu. W 1945 przeprowadził się z rodziną do Torunia. Absolwent I Liceum im. Mikołaja Kopernika w Toruniu. W 1952 rozpoczął studia na Wydziale Sztuk Pięknych Uniwersytetu Mikołaja Kopernika w Toruniu, dyplom uzyskał w 1956. W następnych latach był m.in. asystentem w Muzeum Okręgowym w Toruniu (1956–1957), wojewódzkim konserwatorem zabytków w Katowicach (1958–1959) i kierownikiem Wydziału Kultury Urzędu Miejskiego w Toruniu. W 1968 rozpoczął pracę w Muzeum Narodowym w Gdańsku na stanowisku kustosza, w 1970 awansował na stanowisko wicedyrektora, w tym samym roku w związku z odejściem na emeryturę Jana Chranickiego, Wąsowicz objął stanowisko p.o. dyrektora a w 1971 w drodze konkursu został oficjalnie dyrektorem MNG. Funkcję tę pełnił do 30 kwietnia 1974, kiedy to został odwołany po niewyjaśnionej kradzieży obrazów szkoły flamandzkiej. Po odejściu z MNG był m.in. dyrektorem gdańskiego oddziału Domu Aukcyjnego Desa (1987-1989), wicedyrektorem Państwowej Galerii Sztuki w Sopocie (1990–1992), od 1992 do przejścia na emeryturę w 2000 był kustoszem Oddziału Sztuki Współczesnej MNG. Obecnie na emeryturze pracuje jako kierownik salonu Desa Sp. z o.o. w Gdyni przy ul. Abrahama 54.